# 索狀刮食杜父魚
索狀刮食杜父魚，為輻鰭魚綱鮋形目杜父魚亞目杜父魚科的其中一種，為亞熱帶海水魚，分布於中太平洋東部美國加州中部海域，棲息深度15-146公尺，體長可達6.4公分，棲息在底層水域，生活習性不明。